# Tomás Toribio
Tomás Toribio (1756-1810) foi um arquiteto espanhol de destacada atuação na região do Rio da Prata, especialmente em Montevideu. 
Nascido em Villa de Porcuna (Jaen), estudou na prestigiosa Real Academia de San Fernando, em Madri, terminando seus estudos em 1785. Foi enviado à região do Prata em 1796 como "Maestro mayor de las reales obras de fortificación de Montevideo". Em Montevideu realizou o edifício do Cabildo e Cárceres Reais (1804) e trabalhou na fachada da Igreja Matriz da cidade, atual Catedral Metropolitana de Montevideu, além de obras relacionadas às fortificações da praça da cidade. Também trabalhou em Buenos Aires, na fachada da Igreja de São Francisco da cidade e no Coliseo de Comedias (demolido). 
Seu trabalho caracteriza-se pelo estilo neoclássico típico da arquitetura espanhola da época. Em seu momento foi o único arquiteto acadêmico na região do Prata. Faleceu em 1810 em Montevideu.